# Caso Brugal
Caso Brugal es un caso en el que se investigan delitos de soborno, extorsión y tráfico de influencias en la adjudicación de contratos públicos en concursos de gestión de los servicios de recogida de basuras en varias localidades gobernadas por el Partido Popular en la provincia de Alicante, España. La investigación comenzó en el año 2006, realizándose seis detenciones en mayo del 2007, tres de las cuales terminaron en condenas de cárcel. En julio de 2010 se retomó el caso con nuevos implicados.

## Origen del nombre
Brugal es un acrónimo que viene de "Basuras RUrales Gestión ALicante". Como otros nombres de operaciones policiales en España, el nombre de la operación "Brugal" guarda conexión los hechos sobre los que se indaga -en este caso, la gestión de la recogida y almacenamiento de basuras en municipios de Alicante.

## Primera etapa del caso en 2006-2007
La investigación sobre el Caso Brugal se remonta a marzo de 2006, cuando el empresario oriolano Ángel Fenoll reveló una grabación con un concejal en la que se hablaba de un intento de soborno al alcalde del Partido Popular, José Manuel Medina, y otros regidores del Partido Popular y Centro Liberal de Orihuela por parte de la empresa competidora Urbaser, en relación con la adjudicación del contrato de los servicios de recogida de basuras en Orihuela, en la comarca alicantina de la Vega Baja del Segura. La empresa de Ángel Fenoll era una de las cinco empresas candidatas para gestionar la basura de este municipio, y Fenoll grabó con cámara oculta cintas en sus reuniones con empresarios y responsables políticos alicantinos. Esas cintas fueron después las que dieron pie a la investigación de la trama. 
En mayo de 2007, la Policía Nacional detuvo, a instancias de la Fiscalía Anticorrupción, a Ángel Fenoll y a otras cinco personas, por una supuesta trama de sobornos en la adjudicación de los servicios de recogida de basuras en la Vega Baja. Junto a Fenol, fueron detenidos el hijo del empresario, Antonio Ángel Fenoll; su hermano Ramón Fenoll; el exedil de Centro Liberal, Jesús Ferrández; el concejal de Turismo del Partido Popular de Albatera, Javier Bru; y un detective.
Tras esta primera detención, sólo Ángel Fenoll, su hijo Antonio Ángel Fenoll, y Javier Bru (quien era también administrador de las empresas de Fenoll) permanecieron un mes en la cárcel, por delitos de extorsión con grabaciones y cohecho, de donde salieron previo pago de un total de 260.000 euros en fianza.
En declaraciones a la prensa, Ángel Fenoll dejó claro ya en el 2006 que sus relaciones con los responsables del ayuntamiento de Orihuela se remontaban a muchos años antes y avisó que alguna de las grabaciones que guardaba podía llevar a la cárcel a más de uno. Citó a modo de ejemplo a Luis Fernando Cartagena, alcalde del Partido Popular en Orihuela entre 1987 y 1997, con quien Fenoll colaboró en 1993 en actos delictivos que dieron lugar en 2002 al escándalo del donativo del Hospital San Juan de Dios. Fenoll falsificó facturas para sacar a Luis Fernando Cartagena del apuro, y en agradecimiento por su lealtad, Luis Fernando Cartagena adjudicó a Fenoll el contrato de basuras de toda la costa, que este siguió disfrutando durante numerosos años. En 1997, no obstante, el delito fue denunciado y, en 2002, la Audiencia de Alicante encontró a ambos culpables de delitos de falsedad en documento mercantil y malversación de caudales públicos. Fenoll fue condenado a un año de prisión, por lo que, al ser la pena inferior a dos años, no tuvo que ingresar en prisión, pero Cartagena, quien fue condenado a cuatro años, ingresó en el Centro Penitenciario Alicante II de Villena el 17 de julio de 2008.

## Segunda etapa del caso en julio de 2010
El 6 de julio de 2010 se realizaron once nuevas detenciones conectadas con el caso. El arrestado de mayor calado fue José Joaquín Ripoll, presidente del Partido Popular de Alicante y titular de la Diputación provincial. Ripoll quedó en libertad con cargos tras declarar en la comisaría de Alicante. Junto a Ripoll, los agentes arrestaron a otras 10 personas, entre ellas tres ediles del PP de Orihuela y siete empresarios.
Paralelamente, en una de las intervenciones telefónicas, se dice que el empresario alicantino Enrique Ortiz Selfa, máximo accionista del Hércules CF presuntamente soborna al Córdoba CF por dejarse perder en el último partido de Segunda División de la temporada 2009/10, el equipo alicantino se jugaba el ascenso a Primera división. Finalmente el Córdoba CF perdió por cuatro a cero. También aparecieron conversaciones de otros intento de compra de partidos, unos llegaron a buen puerto y en otros casos no, pero al final el Hércules ascendió a primera división, y debido al exceso de celo de un juez de Alicante que no trasladó las conversaciones a las autoridades deportivas no se pudo sancionar al equipo de Alicante. 
Enrique Ortiz, que estaba imputado por el caso, buscó la intermediación del político alicantino José María Pajín, padre de la ministra de Sanidad, Leire Pajín, para que consiguiera la firma del director general de Carreteras de Fomento, necesaria para la aprobación del plan Rabassa de Alicante. En una conversación entre Ortiz y Luis Díaz Alperi, que entonces era el alcalde de Alicante, e incluida en un informe policial que forma parte del sumario, el empresario, preguntado por cómo iban los trámites, señaló que quedó con "Chema Pajín" para que le hiciera "una gestión" para conseguir la firma del director general. Las conversaciones revelan, también, los contactos de Ortiz con Alberto de Rosa, hermano del entonces consejero de Justicia y actual vicepresidente del Poder Judicial, Fernando de Rosa, para conseguir adjudicaciones en las infraestructuras del área judicial.
En octubre de 2010, la Fiscal anticorrupción, Felipe Briones, acusó a Sonia Castedo, alcaldesa de Alicante del Partido Popular,  de estar implicada en la trama de corrupción del Caso Brugal en la tramitación del nuevo Plan General de Ordenación Urbana (PGOU) de Alicante, junto con su antecesor, el también popular Luis Díaz Alperi. Les imputó delitos de cohecho, tráfico de influencias y revelación de información privilegiada, señalando que fueron retribuidos con regalos. Sonia Castedo señaló que "Ortiz no consiguió nada de lo que pidió", admitiendo uno de los regalos: un viaje en yate a las Islas Baleares. También imputó a dos directivos de Bancaja, al expresidente de la Caja Mediterráneo, Vicente Sala y a otro directivo de la misma.

## Nuevas detenciones en 2012
El jueves 7 de junio de 2012 la titular del Juzgado número 3 de Orihuela imputa a otras 29 personas por el amaño de la contrata de basura de esa ciudad a favor del empresario Ángel Fenoll (hasta ese momento había 11 imputados, entre ellos tres exconcejales del PP). Entre los 29 imputados están los exalcaldes del PP José Manuel Medina y Mónica Lorente, actual portavoz del grupo popular en el ayuntamiento de Orihuela, siete exconcejales también del Partido Popular, además del hermano de la exalcaldesa y su exjefe de gabinete.
Este sumario, que constituye una de las tres ramas principales del "caso Brugal", se refiere a la adjudicación de la contrata de basuras por el ayuntamiento de Orihuela en octubre de 2008, cuando la alcaldesa era Mónica Lorente, a una UTE integrada por Sufi, Liasur y Gobancast, en la que las dos últimas empresas eran falsas y eran en realidad la tapadera de la que valió Fenoll para quedarse con el contrato. El presidente del Partido Popular de la Comunidad Valenciana y presidente de la Generalidad Valenciana Alberto Fabra declinó hacer algún comentario sobre las imputaciones.